# Shaikh Sa'di

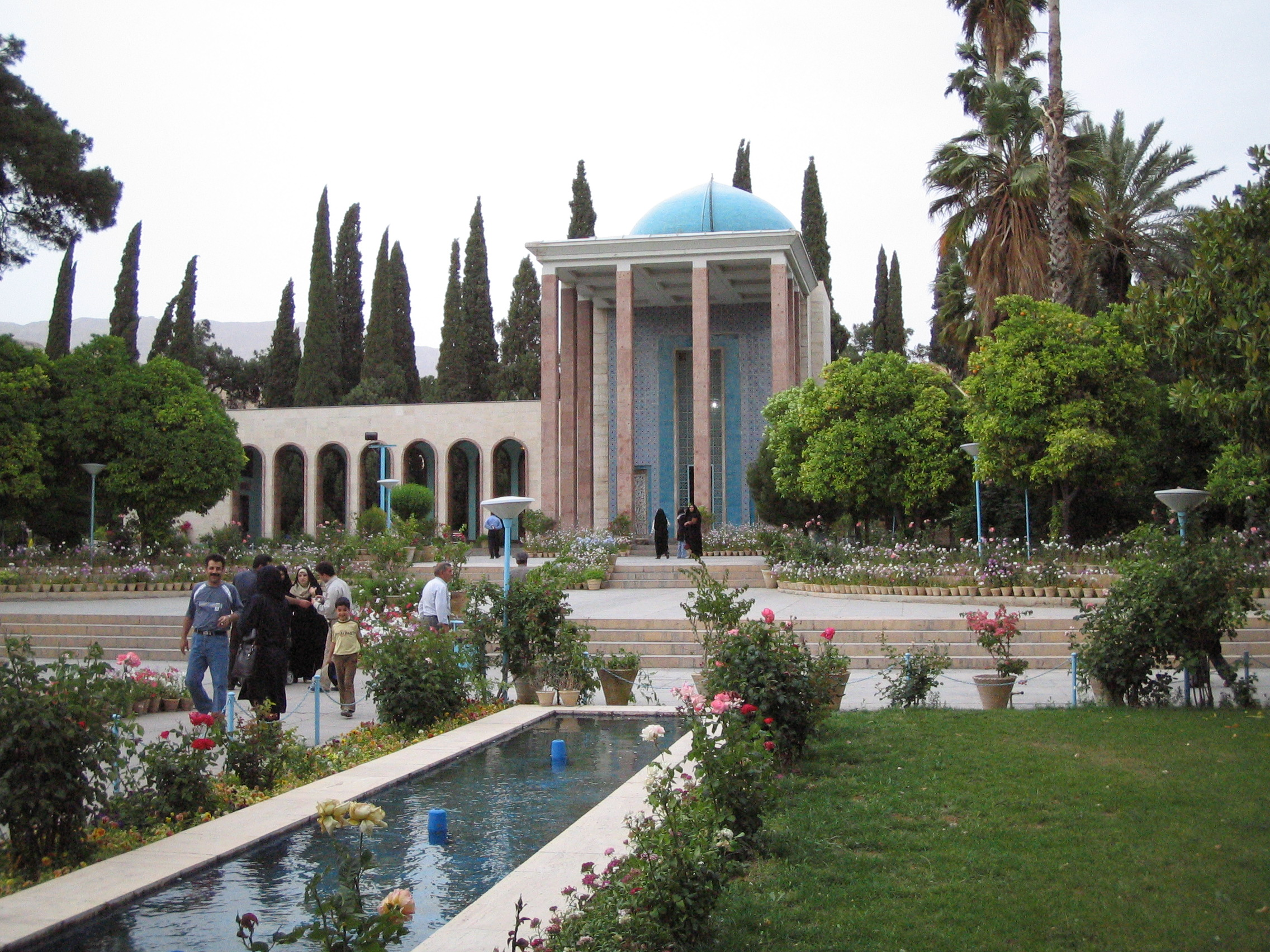
Shaikh Sa'dis grav i Shiraz, Iran

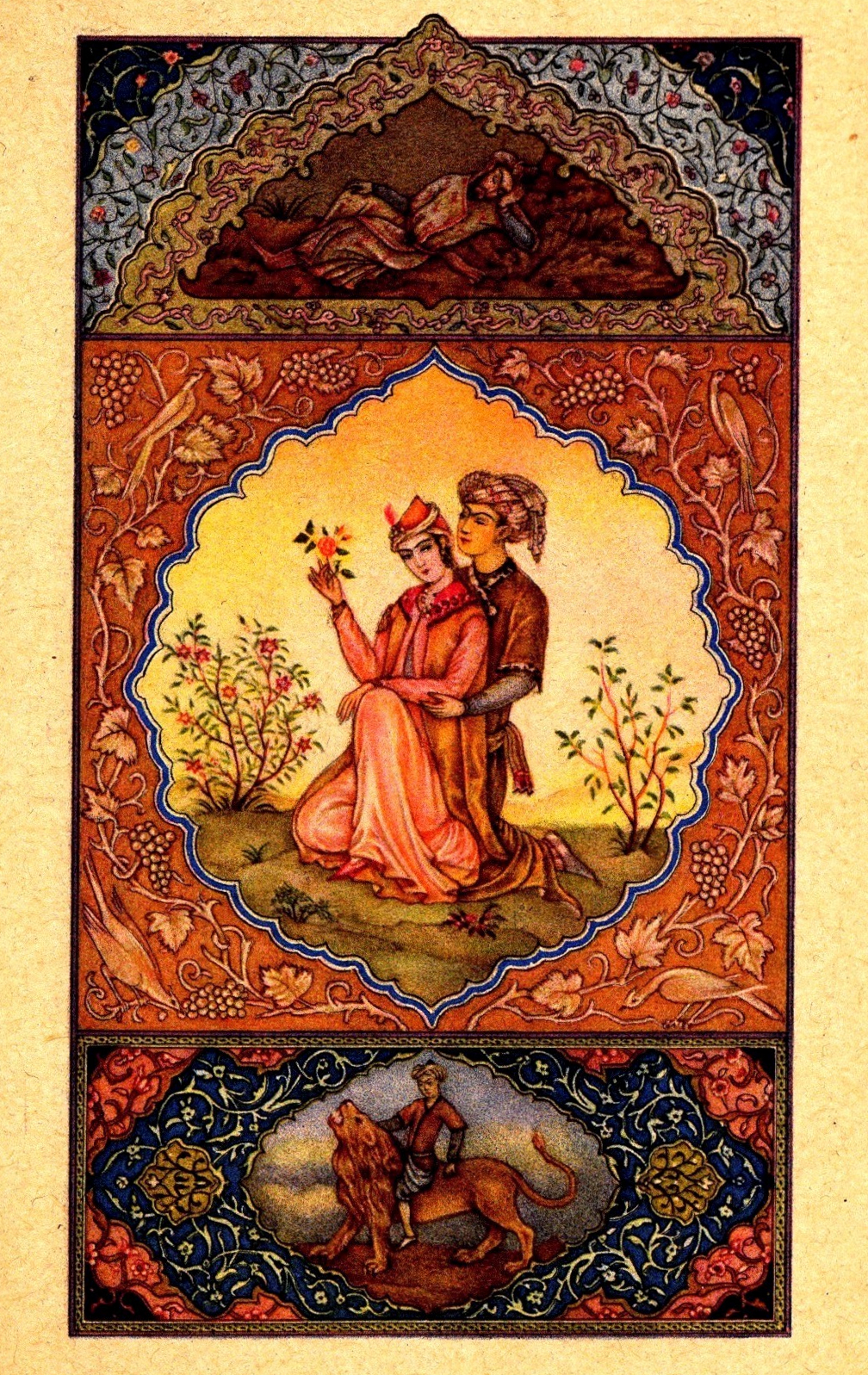
Miniatyrmålning till Shaikh Sa'dis diktverk Rosengården

Sa'di eller Saadi (persiska: سعدی, "den lycklige"), född cirka 1210 och död i Shiraz cirka 1292, är en av medeltidens stora persiska poeter. Han är känd som en av Persiens främsta tänkare och flera av hans verk tillhör historiens främsta beskrivningar av människors andliga-och samhälle-etiska dilemman. Som andlig vägvisare hade han den persiske sufischejken Shahabuddin Suhrawardi. Sa'di var även en flitig resenär och tillbringade en stor tid av sitt liv som kringvandrande dervisch. 
Sa'di blev publicerad på svenska första gången i september 1918 med lärodikten Bûstân ("Lustgården") i översättning av Eric Hermelin (1860–1944). Upplagan trycktes i 440 exemplar, varav 400 är numrerade. Nummer 1 och 2 erhölls av konung Gustaf V (1858–1950) och Kronprins Gustaf (VI) Adolf (1882–1973). Dessa specialinbundna exemplar finns idag på Tullgarns respektive Stockholms slott. På 150-årsdagen av översättaren Eric Hermelins födelse 22 juni 2010 återutgavs Lustgården på Karneval förlag med inledning och kommentarer av Carl-Göran Ekerwald.

## Sa'di i svensk översättning
- Lustgården (översättning Eric Hermelin, Norstedt, 1918). Ny utg. Karneval, 2010), ISBN 978-91-85703-52-4
- Golistan eller Rosengården (svensk tolkning: Lilian Ebadi Lindqvist, Iransara kulturcenter, 2003), ISBN 91-631-4084-5 (Iransara kulturcenter)
- "Shejk Sa'di - Cynismens eller medkänslans diktare" (essä samt översättningar av Simon Sorgenfrei i tidskriften Minaret, nr 3 2007)
- Nya persiska antologin. Del 1 (tolkning av Namdar Nasser, Nordient, 2013)

## Eftermäle
Nedslagskratern Sadi på planeten Merkurius är uppkallad efter honom.